# Out of the Inkwell
Out of the Inkwell er en amerikansk animationsfilm fra 1918 af Dave Fleischer.